# Championnat des Bermudes de football 1996-1997
Navigation
Saison précédente Saison 1999-2000
La saison 1996-1997 du Championnat des Bermudes de football est la trente-quatrième édition de la Premier Division, le championnat de première division aux Bermudes. Les dix formations de l'élite sont réunies au sein d'une poule unique où elles s'affrontent deux fois au cours de la saison. À l'issue du championnat, les deux derniers du classement sont relégués et remplacés par les deux meilleurs clubs de deuxième division.
C'est le club de Devonshire Colts qui remporte la compétition cette saison après avoir terminé en tête du classement final, avec sept points d'avance sur Vasco Volcanoes et dix sur Dandy Town Hornets. Il s’agit du troisième titre de champion des Bermudes de l'histoire du club.
Le tenant du titre, Vasco da Gama, change de nom durant l'intersaison et devient le Vasco Volcanoes.

## Les clubs participants
- Southampton Rangers
- Vasco Volcanoes FC
- Dandy Town Hornets
- PHC Zebras
- North Village Red Devils
- Boulevard Blazers
- St David Islanders - Promu de Second Division
- Devonshire Colts
- Devonshire Cougars - Promu de Second Division
- St George's Colts

## Compétition
Le barème de points servant à établir le classement se décompose ainsi :
- Victoire : 3 points
- Match nul : 1 point
- Défaite : 0 point

### Classement
| Rang | Équipe                   | Pts | J  | G  | N | P  | Bp | Bc | Diff |
| ---- | ------------------------ | --- | -- | -- | - | -- | -- | -- | ---- |
| 1    | Devonshire Colts         | 41  | 18 | 13 | 2 | 3  | 42 | 11 | +31  |
| 2    | Vasco Volcanoes FCT      | 34  | 18 | 9  | 7 | 2  | 36 | 23 | +13  |
| 3    | Dandy Town Hornets       | 31  | 18 | 9  | 4 | 5  | 34 | 21 | +13  |
| 4    | Boulevard BlazersC       | 29  | 18 | 8  | 5 | 5  | 32 | 23 | +9   |
| 5    | North Village Red Devils | 29  | 18 | 7  | 8 | 3  | 27 | 19 | +8   |
| 6    | Southampton Rangers      | 24  | 18 | 6  | 6 | 6  | 28 | 25 | +3   |
| 7    | Devonshire CougarsP      | 21  | 18 | 6  | 3 | 9  | 26 | 47 | -21  |
| 8    | PHC Zebras               | 19  | 18 | 5  | 4 | 9  | 32 | 33 | -1   |
| 9    | St David IslandersP      | 15  | 18 | 4  | 3 | 11 | 22 | 30 | -8   |
| 10   | St George's Colts        | 4   | 18 | 0  | 4 | 14 | 12 | 60 | -48  |

|  | Champion des Bermudes 1996-1997                                                         |
|  | Relégation en Second Division                                                           |
|  | T : Tenant du titre C : Vainqueur de la Coupe des Bermudes P : Promu de Second Division |

## Bilan de la saison
| Championnat des Bermudes de football 1996-1997 |                               |
| Champion                                       | Devonshire Colts (3e titre)   |
| Coupes et trophées                             |                               |
| Vainqueur de la Coupe des Bermudes 1996-1997   | Boulevard Blazers             |
| Qualifications continentales                   |                               |
| CFU Club Championship 1997                     | Aucun                         |
| Promotions et relégations                      |                               |
| Promus en Premier Division                     | Hotels International FC       |
| Promus en Premier Division                     | Somerset Cricket Club Trojans |
| Relégués en Second Division                    | St David Islanders            |
| Relégués en Second Division                    | St George's Colts             |